# Lịch sử hành chính Bắc Giang
Bắc Giang là một tỉnh cũ thuộc vùng trung du và miền núi Bắc Bộ. Phía bắc giáp tỉnh Lạng Sơn, phía nam giáp tỉnh Bắc Ninh và tỉnh Hải Dương, phía đông giáp tỉnh Quảng Ninh, phía tây giáp tỉnh Thái Nguyên và thủ đô Hà Nội.

## Sau năm 1945
Sau năm 1945, bỏ cấp phủ, gọi chung là huyện. Tổ chức hành chính trên địa bàn gồm thị xã Phủ Lạng Thương và 7 huyện: Hiệp Hòa, Hữu Lũng, Lạng Giang, Lục Ngạn, Việt Yên, Yên Dũng, Yên Thế.
Năm 1955, huyện Sơn Động của tỉnh Quảng Yên được sáp nhập về tỉnh Bắc Giang.
Năm 1956, huyện Hữu Lũng được sáp nhập về tỉnh Lạng Sơn.
Năm 1957, chia hai huyện Lạng Giang và Lục Ngạn thành ba huyện lấy tên là huyện Lạng Giang, Lục Ngạn và Lục Nam. Cùng năm, chia huyện Yên Thế thành hai huyện: Yên Thế và Tân Yên; xã Hợp Tiến của huyện Yên Thế được sáp nhập về huyện Đồng Hỷ của tỉnh Thái Nguyên.
Năm 1958, chia tách một số xã thuộc huyện Sơn Động.
Năm 1959, thị xã Phủ Lạng Thương đổi tên thành thị xã Bắc Giang; thanh lập thị trấn Kép thuộc huyện Lạng Giang.
Năm 1962, hợp nhất tỉnh Bắc Giang và tỉnh Bắc Ninh thành một tỉnh lấy tên là tỉnh Hà Bắc.
Năm 1963, sáp nhập xã Đèo Gia của huyện Sơn Động vào huyện Lục Ngạn. Cùng năm, sáp nhập xã Hữu Sản thuộc huyện Đình Lập của tỉnh Quảng Ninh (nay là tỉnh Lạng Sơn) vào huyện Sơn Động.
Năm 1964, thành lập xã Đa Mai thuộc thị xã Bắc Giang.
Năm 1967, thành lập thị trấn nông trường Yên Thế thuộc huyện Yên Thế và thị trấn nông trường Cam Bố Hạ thuộc huyện Lạng Giang.
Năm 1978, hợp nhất một số xã, thị trấn thuộc huyện Tân Yên.
- Hợp nhất xã Tân Trung và Tân Cầu, lấy tên là xã Tân Trung
- Hợp nhất xã Dương Lâm và Yên Lễ, lấy tên là xã An Dương
- Hợp nhất xã Nhã Nam và thị trấn Nhã Nam, lấy tên là xã Nhã Nam
- Xóm Thương (xã Ngọc Lý) sáp nhập vào xã Ngọc Thiện

Năm 1985, điều chỉnh địa giới một số xã thuộc huyện Sơn Động. Cùng năm, sáp nhập xã Dĩnh Kế thuộc huyện Lạng Giang và xã Song Mai thuộc huyện Việt Yên vào thị xã Bắc Giang.
- Giải thể xã Phúc Thắng, sáp nhập vào xã Quế Sơn và trường bắn TB1
- Giải thể xã Thạch Sơn, sáp nhập vào xã Vân Sơn và trường bắn TB1

Năm 1991, thành lập thị trấn An Châu thuộc huyện Sơn Động.
Năm 1993, chia tách một số xã thuộc huyện Sơn Động.
Năm 1994, thành lập và đổi tên một số xã, phường thuộc các huyện Yên Thế, Yên Dũng và thị xã Bắc Giang.
Năm 1995, mở rộng thị trấn Chũ thuộc huyện Lục Ngạn.
Năm 1996, tỉnh Bắc Giang được tái lập. Tỉnh Bắc Giang có 10 đơn vị hành chính gồm thị xã Bắc Giang và 9 huyện: Hiệp Hòa, Lạng Giang, Lục Nam, Lục Ngạn, Sơn Động, Tân Yên, Việt Yên, Yên Dũng, Yên Thế.
Năm 1997, thành lập thị trấn huyện lị thuộc các huyện Tân Yên, Lục Nam, Việt Yên, Lạng Giang.
- Thành lập thị trấn Cao Thượng (Tân Yên) trên cơ sở một phần các xã Cao Thượng, Cao Xá, Liên Sơn
- Thành lập thị trấn Đồi Ngô (Lục Nam) trên cơ sở một phần các xã Chu Điện, Tiên Hưng, Tam Dị
- Thành lập thị trấn Bích Động (Việt Yên) trên cơ sở một phần xã Bích Sơn
- Thành lập thị trấn Vôi (Lạng Giang) trên cơ sở một phần xã Yên Mỹ

Năm 1999, thành lập một số phường, xã thuộc thị xã Bắc Giang và huyện Yên Thế.
- Thành lập phường Thọ Xương (TX Bắc Giang) trên cơ sở một phần xã Thọ Xương
- Thành lập xã Xương Giang (TX Bắc Giang) trên cơ sở phần còn lại của xã Thọ Xương
- Thành lập phường Hoàng Văn Thụ (TX Bắc Giang) trên cơ sở một phần phường Lê Lợi và xã Dĩnh Kế
- Thành lập xã Đồng Tiến (Yên Thế) trên cơ sở một phần xã Đồng Vương

Năm 2003, thành lập một số thị trấn thuộc các huyện Tân Yên và Việt Yên.
- Thành lập thị trấn Nhã Nam (Tân Yên) trên cơ sở một phần xã Nhã Nam và xã An Dương.
- Thành lập thị trấn Nếnh (Việt Yên) trên cơ sở một phần xã Hoàng Ninh và xã Quảng Minh

Năm 2005, thành lập thành phố Bắc Giang. (trên cơ sở toàn bộ diện tích và dân số thị xã Bắc Giang)
Năm 2007, giải thể thị trấn nông trường Cam Bố Hạ thuộc huyện Lạng Giang và thành lập thị trấn Tân Dân thuộc huyện Yên Dũng.
- Giải thể thị trấn nông trường Cam Bố Hạ (Lạng Giang), sáp nhập vào các xã Quang Thịnh (Lạng Giang), Đông Sơn, Đồng Hưu (Yên Thế) và các xã thuộc huyện Lạng Giang
- Thành lập thị trấn Tân Dân trên cơ sở một phần xã Tân An

Năm 2008, giải thể thị trấn nông trường Yên Thế thuộc huyện Yên Thế và thành lập xã, thị trấn thuộc các huyện Yên Thế, Sơn Động.
- Giải thể thị trấn nông trường Yên Thế (Yên Thế)
- Thành lập xã Đồng Tâm (Yên Thế) trên cơ sở một phần diện tích các xã Đồng Lạc, Tân Sỏi, Hồng Kỳ, Phồn Xương, Tam Hiệp, Đồng Vương và dân số của thị trấn nông trường Yên Thế
- Thành lập thị trấn Thanh Sơn (Sơn Động) trên cơ sở một phần xã Thanh Sơn và Thanh Luận
- Đổi tên xã Thanh Sơn (Sơn Động) thành xã Tuấn Mậu

Năm 2010, sáp nhập xã Dĩnh Trì thuộc huyện Lạng Giang; các xã: Đồng Sơn, Song Khê, Tân Mỹ, Tân Tiến thuộc huyện Yên Dũng vào thành phố Bắc Giang.
- Sau khi điều chỉnh, thành phố Bắc Giang có 6.644,82 ha diện tích tự nhiên và 145.249 nhân khẩu; có 16 đơn vị hành chính trực thuộc, gồm 7 phường và 9 xã.

Năm 2013, thành lập các phường: Đa Mai, Dĩnh Kế, Xương Giang thuộc thành phố Bắc Giang.
- Điều chỉnh địa giới các phường Hoàng Văn Thu, Ngô Quyền, Thọ Xương, xã Xương Giang, Dĩnh Kế
- Thành lập phường Xương Giang trên cơ sở một phần các phường Hoàng Văn Thụ, Thọ Xương, một phần xã Dĩnh Kế và toàn bộ xã Xương Giang sau khi điều chỉnh. Phường Xương Giang có 304,85 ha diện tích tự nhiên và 7.631 nhân khẩu.
- Thành lập phường Dĩnh Kế trên cơ sở một phần phường Hoàng Văn Thụ và toàn bộ xã Dĩnh Kế sau khi điều chỉnh. Phường Dĩnh Kế có 424,32 ha diện tích tự nhiên và 11.315 nhân khẩu.
- Thành lập phường Đa Mai trên cơ sở toàn bộ xã Đa Mai. Phường Đa Mai có 360,88 ha diện tích tự nhiên và 7.152 nhân khẩu.

Năm 2019, sắp xếp các đơn vị hành chính cấp xã giai đoạn 2019–2021 thuộc toàn bộ 9 huyện của tỉnh Bắc Giang.
- Sắp xếp các đơn vị hành chính cấp xã huyện Sơn Động:
  - Sáp nhập toàn bộ xã An Châu vào thị trấn An Châu. Thị trấn An Châu có 20,22 km² diện tích tự nhiên và quy mô dân số 9.416 người.
  - Thành lập xã Phúc Sơn trên cơ sở toàn bộ xã Thạch Sơn và xã Phúc Thắng. Xã Phúc Sơn có 39,39 km² diện tích tự nhiên và quy mô dân số 1.822 người.
  - Thành lập xã Vĩnh An trên cơ sở toàn bộ xã Vĩnh Khương và xã An Lập. Xã Vĩnh An có 28,93 km² diện tích tự nhiên và quy mô dân số 7.576 người.
  - Sáp nhập toàn bộ xã Bồng Am vào xã Tuấn Đạo. Xã Tuấn Đạo có 97,87 km² diện tích tự nhiên và quy mô dân số 5.394 người.
  - Thành lập xã Đại Sơn trên cơ sở toàn bộ xã Chiên Sơn và xã Quế Sơn. Xã Đại Sơn có 15,59 km² diện tích tự nhiên và quy mô dân số 5.502 người.
  - Thành lập thị trấn Tây Yên Tử trên cơ sở xã Tuấn Mậu và thị trấn Thanh Sơn. Thị trấn Tây Yên Tử có 82,06 km² diện tích tự nhiên và quy mô dân số 5.959 người.
  - Sau khi sắp xếp, huyện Sơn Động có 17 đơn vị hành chính cấp xã, gồm 15 xã và 02 thị trấn.
- Sắp xếp các đơn vị hành chính cấp xã huyện Lục Ngạn:
  - Sáp nhập toàn bộ xã Nghĩa Hồ vào thị trấn Chũ. Thị trấn Chũ có 12,84 km² diện tích tự nhiên và quy mô dân số 14.625 người.
  - Sau khi sắp xếp, huyện Lục Ngạn có 29 đơn vị hành chính cấp xã, gồm 28 xã và 01 thị trấn.
- Sắp xếp các đơn vị hành chính cấp xã huyện Lục Nam:
  - Sáp nhập toàn bộ thị trấn Lục Nam, xã Tiên Hưng vào thị trấn Đồi Ngô. Thị trấn Đồi Ngô có 13,69 km² diện tích tự nhiên và quy mô dân số 18.968 người.
  - Sau khi sắp xếp, huyện Lục Nam có 25 đơn vị hành chính cấp xã, gồm 24 xã và 01 thị trấn.
- Sắp xếp các đơn vị hành chính cấp xã huyện Lạng Giang:
  - Sáp nhập toàn bộ xã Tân Thịnh vào thị trấn Kép. Thị trấn Kép có 9,64 km² diện tích tự nhiên và quy mô dân số 11.832 người.
  - Sáp nhập toàn bộ xã Phi Mô vào thị trấn Vôi. Thị trấn Vôi có 12,13 km² diện tích tự nhiên và quy mô dân số 16.855 người.
  - Sau khi sắp xếp, huyện Lạng Giang có 21 đơn vị hành chính cấp xã, gồm 19 xã và 02 thị trấn.
- Sắp xếp các đơn vị hành chính cấp xã huyện Yên Thế:
  - Thành lập thị trấn Phồn Xương trên cơ sở toàn bộ thị trấn Cầu Gồ và xã Phồn Xương. Thị trấn Phồn Xương có 8,55 km² diện tích tự nhiên và quy mô dân số 8.436 người.
  - Sáp nhập toàn bộ xã Bố Hạ vào thị trấn Bố Hạ. Thị trấn Bố Hạ có 7,27 km² diện tích tự nhiên và quy mô dân số 10.408 người.
  - Sau khi sắp xếp, huyện Yên Thế có 19 đơn vị hành chính cấp xã, gồm 17 xã và 02 thị trấn.
- Sắp xếp các đơn vị hành chính cấp xã huyện Tân Yên:
  - Sáp nhập toàn bộ xã Nhã Nam vào thị trấn Nhã Nam. Thị trấn Nhã Nam có 5,6 km² diện tích tự nhiên và quy mô dân số 8.200 người.
  - Sáp nhập toàn bộ xã Cao Thượng vào thị trấn Cao Thượng. Thị trấn Cao Thượng có 9,44 km² diện tích tự nhiên và quy mô dân số 13.323 người.
  - Sau khi sắp xếp, huyện Tân Yên có 22 đơn vị hành chính cấp xã, gồm 20 xã và 02 thị trấn.
- Sắp xếp các đơn vị hành chính cấp xã huyện Việt Yên:
  - Sáp nhập toàn bộ xã Bích Sơn vào thị trấn Bích Động. Thị trấn Bích Động có 12,80 km² diện tích tự nhiên và quy mô dân số 14.151 người.
  - Sáp nhập toàn bộ xã Hoàng Ninh vào thị trấn Nếnh. Thị trấn Nếnh có 12,51 km² diện tích tự nhiên và quy mô dân số 20.196 người.
  - Sau khi sắp xếp, huyện Việt Yên có 17 đơn vị hành chính cấp xã, gồm 15 xã và 02 thị trấn.
- Sắp xếp các đơn vị hành chính cấp xã huyện Hiệp Hòa:
  - Sáp nhập toàn bộ xã Đức Thắng vào thị trấn Thắng. Thị trấn Thắng có 11,35 km² diện tích tự nhiên và quy mô dân số 18.833 người.
  - Sau khi sắp xếp, huyện Hiệp Hòa có 25 đơn vị hành chính cấp xã, gồm 24 xã và 01 thị trấn.
- Sắp xếp các đơn vị hành chính cấp xã huyện Yên Dũng:
  - Thành lập thị trấn Nham Biền trên cơ sở toàn bộ thị trấn Neo, xã Nham Sơn và xã Thắng Cương. Thị trấn Nham Biền có 21,96 km² diện tích tự nhiên và quy mô dân số 14.220 người.
  - Thành lập thị trấn Tân An trên cơ sở toàn bộ thị trấn Tân Dân và xã Tân An. Thị trấn Tân An có 9,15 km² diện tích tự nhiên và quy mô dân số 9.966 người.
  - Sau khi sắp xếp, huyện Yên Dũng có 18 đơn vị hành chính cấp xã, gồm 16 xã và 02 thị trấn.

Năm 2022, thành lập thị trấn Phương Sơn thuộc huyện Lục Nam và thị trấn Bắc Lý thuộc huyện Hiệp Hòa.
- Thành lập thị trấn Phương Sơn, huyện Lục Nam trên cơ sở 8,45 km2 diện tích tự nhiên và quy mô dân số 8.380 người của xã Phương Sơn.
- Thành lập thị trấn Bắc Lý, huyện Hiệp Hòa trên cơ sở 12,90 km2 diện tích tự nhiên và quy mô dân số 15.279 người của xã Bắc Lý.

Năm 2023, thành lập thị xã Việt Yên.
- Thành lập thị xã Việt Yên trên cơ sở toàn bộ huyện Việt Yên. Thị xã Việt Yên có diện tích tự nhiên là 171,01 km2 và quy mô dân số là 229.162 người.
- Thành lập các phường thị xã Việt Yên:
  - Thành lập phường Bích Động trên cơ sở toàn bộ diện tích tự nhiên 12,80 km² và quy mô dân số 19.470 người của thị trấn Bích Động.
  - Thành lập phường Nếnh trên cơ sở toàn bộ diện tích tự nhiên 12,51 km² và quy mô dân số 27.246 người của thị trấn Nếnh.
  - Thành lập phường Tăng Tiến trên cơ sở toàn bộ diện tích tự nhiên 4,79 km² và quy mô dân số 11.100 người của xã Tăng Tiến.
  - Thành lập phường Hồng Thái trên cơ sở toàn bộ diện tích tự nhiên 5,90 km² và quy mô dân số 15.601 người của xã Hồng Thái.
  - Thành lập phường Quảng Minh trên cơ sở toàn bộ diện tích tự nhiên 5,46 km² và quy mô dân số 12.573 người của xã Quảng Minh.
  - Thành lập phường Ninh Sơn trên cơ sở toàn bộ diện tích tự nhiên 7,99 km² và quy mô dân số 10.203 người của xã Ninh Sơn.
  - Thành lập phường Vân Trung trên cơ sở toàn bộ diện tích tự nhiên 9,67 km² và quy mô dân số 9.792 người của xã Vân Trung.
  - Thành lập phường Quang Châu trên cơ sở toàn bộ diện tích tự nhiên 9,01 km² và quy mô dân số 15.001 người của xã Quang Châu.
  - Thành lập phường Tự Lạn trên cơ sở toàn bộ diện tích tự nhiên 9,17 km² và quy mô dân số 9.241 người của xã Tự Lạn.
- Thị xã Việt Yên có 17 đơn vị hành chính cấp xã, gồm 09 phường và 08 xã.

Năm 2024, sáp nhập huyện Yên Dũng vào thành phố Bắc Giang, thành lập thị xã Chũ, điều chỉnh địa giới huyện Lục Ngạn và huyện Sơn Động và sắp xếp đơn vị hành chính cấp xã giai đoạn 2023–2025 thuộc toàn bộ các đơn vị hành chính của tỉnh Bắc Giang (trừ thị xã Việt Yên và huyện Sơn Động).
- Sắp xếp thành phố Bắc Giang và huyện Yên Dũng: Sáp nhập toàn bộ huyện Yên Dũng vào thành phố Bắc Giang. Thành phố Bắc Giang có diện tích tự nhiên là 258,29 km² và quy mô dân số là 371.151 người.
- Sắp xếp các đơn vị hành chính cấp xã thuộc thành phố Bắc Giang:
  - Sáp nhập toàn bộ phường Trần Nguyên Hãn vào phường Ngô Quyền. Phường Ngô Quyền có diện tích tự nhiên là 2,02 km² và quy mô dân số là 25.973 người.
  - Sáp nhập toàn bộ phường Lê Lợi vào phường Trần Phú. Phường Trần Phú có diện tích tự nhiên là 1,89 km² và quy mô dân số là 21.299 người.
  - Thành lập phường Tân An trên cơ sở toàn bộ xã Lão Hộ và thị trấn Tân An. Phường Tân An có diện tích tự nhiên là 13,82 km² và quy mô dân số là 16.310 người.
  - Thành lập phường Dĩnh Trì trên cơ sở toàn bộ diện tích tự nhiên là 6,71 km² và quy mô dân số là 13.314 người của xã Dĩnh Trì.
  - Thành lập phường Tân Tiến trên cơ sở toàn bộ diện tích tự nhiên là 7,94 km² và quy mô dân số là 12.528 người của xã Tân Tiến.
  - Thành lập phường Tân Mỹ trên cơ sở toàn bộ diện tích tự nhiên là 7,37 km² và quy mô dân số là 15.281 người của xã Tân Mỹ.
  - Thành lập phường Song Mai trên cơ sở toàn bộ diện tích tự nhiên là 10,04 km² và quy mô dân số là 12.786 người của xã Song Mai.
  - Thành lập phường Đồng Sơn trên cơ sở toàn bộ diện tích tự nhiên là 8,27 km² và quy mô dân số là 11.288 người của xã Đồng Sơn.
  - Thành lập phường Song Khê trên cơ sở toàn bộ diện tích tự nhiên là 4,44 km² và quy mô dân số là 7.432 người của xã Song Khê.
  - Thành lập phường Nham Biền trên cơ sở toàn bộ diện tích tự nhiên là 21,98 km² và quy mô dân số là 19.111 người của thị trấn Nham Biền.
  - Thành lập phường Tân Liễu trên cơ sở toàn bộ diện tích tự nhiên là 9,07 km² và quy mô dân số là 7.017 người của xã Tân Liễu.
  - Thành lập phường Nội Hoàng trên cơ sở toàn bộ diện tích tự nhiên là 7,64 km² và quy mô dân số là 9.831 người của xã Nội Hoàng.
  - Thành lập phường Tiền Phong trên cơ sở toàn bộ diện tích tự nhiên là 10,35 km² và quy mô dân số là 11.287 người của xã Tiền Phong.
  - Thành lập phường Cảnh Thụy trên cơ sở toàn bộ diện tích tự nhiên là 6,60 km² và quy mô dân số là 7.795 người của xã Cảnh Thụy.
  - Thành lập phường Hương Gián trên cơ sở toàn bộ diện tích tự nhiên là 8,62 km² và quy mô dân số là 11.963 người của xã Hương Gián.
  - Sau khi sắp xếp, thành phố Bắc Giang có 31 đơn vị hành chính cấp xã, gồm 21 phường: Cảnh Thụy, Dĩnh Kế, Dĩnh Trì, Đa Mai, Đồng Sơn, Hoàng Văn Thụ, Hương Gián, Mỹ Độ, Ngô Quyền, Nham Biền, Nội Hoàng, Song Khê, Song Mai, Tân An, Tân Mỹ, Tân Tiến, Tân Liễu, Thọ Xương, Tiền Phong, Trần Phú, Xương Giang và 10 xã: Đồng Phúc, Đồng Việt, Đức Giang, Lãng Sơn, Quỳnh Sơn, Tiến Dũng, Trí Yên, Tư Mại, Xuân Phú, Yên Lư.
- Sắp xếp huyện Lục Ngạn và huyện Sơn Động: Sáp nhập một phần diện tích tự nhiên là 75,93 km² của huyện Sơn Động để nhập vào huyện Lục Ngạn. Huyện Sơn Động có diện tích tự nhiên là 784,63 km² và quy mô dân số là 89.311 người.
- Sắp xếp các đơn vị hành chính cấp xã thuộc huyện Lục Ngạn: 
  - Sáp nhập một phần xã Thanh Hải vào xã Biên Sơn. Xã Biên Sơn có diện tích tự nhiên là 32,65 km² và quy mô dân số là 9.737 người. Xã Thanh Hải có diện tích tự nhiên là 17,09 km² và quy mô dân số là 17.413 người.
  - Thành lập thị trấn Phì Điền trên cơ sở toàn bộ diện tích tự nhiên là 7,29 km² và quy mô dân số là 5.726 người của xã Phì Điền.
  - Thành lập thị trấn Biển Động trên cơ sở toàn bộ diện tích tự nhiên là 18,65 km² và quy mô dân số là 9.334 người của xã Biển Động.
- Thành lập thị xã Chũ:
  - Thành lập thị xã Chũ trên cơ sổ toàn bộ thị trấn Chũ và các xã: Hồng Giang, Kiên Lao, Kiên Thành, Mỹ An, Nam Dương, Quý Sơn, Phượng Sơn,Thanh Hải, Trù Hựu thuộc huyện Lục Ngạn.
  - Thành lập các phường thuộc thị xã Chũ:
    - Thành lập phường Chũ trên cơ sở toàn bộ diện tích tự nhiên là 12,84 km² và quy mô dân số là 17.059 người của thị trấn Chũ.
    - Thành lập phường Trù Hựu trên cơ sở toàn bộ diện tích tự nhiên là 12,75 km² và quy mô dân số là 11.551 người của xã Trù Hựu.
    - Thành lập phường Hồng Giang trên cơ sở toàn bộ diện tích tự nhiên là 14,50 km² và quy mô dân số là 12.056 người của xã Hồng Giang.
    - Thành lập phường Phượng Sơn trên cơ sở toàn bộ diện tích tự nhiên là 20,65 km² và quy mô dân số là 13.600 người của xã Phượng Sơn.
    - Thành lập phường Thanh Hải trên cơ sở toàn bộ diện tích tự nhiên là 17,09 km² và quy mô dân số là 17.413 người của xã Thanh Hải.

  - Thị xã Chũ có diện tích tự nhiên là 251,55 km2 và quy mô dân số là 127.881 người; có 10 đơn vị hành chính cấp xã, gồm 5 phường: Chũ, Hồng Giang, Phượng Sơn,Thanh Hải, Trù Hựu và 5 xã: Kiên Lao, Kiên Thành, Mỹ An, Nam Dương, Quý Sơn.
  - Sau khi sắp xếp, huyện Lục Ngạn có diện tích tự nhiên là 856,89 km² và quy mô dân số là 126.625 người; có 19 đơn vị hành chính cấp xã, gồm 17 xã: Biên Sơn, Cấm Sơn, Đèo Gia, Đồng Cốc, Giáp Sơn, Hộ Đáp, Kim Sơn, Phú Nhuận, Phong Minh, Phong Vân, Sa Lý, Sơn Hải, Tân Hoa, Tân Lập, Tân Mộc, Tân Quang, Tân Sơn và 2 thị trấn: Biển Động, Phì Điền.
- Sắp xếp các đơn vị hành chính cấp xã thuộc huyện Hiệp Hòa:
  - Thành lập xã Sơn Thịnh trên cơ sở toàn bộ xã Quang Minh, xã Hòa Sơn và xã Đại Thành. Xã Sơn Thịnh có diện tích tự nhiên là 13,02 km² và quy mô dân số là 17.834 người.
  - Thành lập xã Hùng Thái trên cơ sở toàn bộ xã Hùng Sơn và xã Thái Sơn. Xã Hùng Thái có diện tích tự nhiên là 8,95 km² và quy mô dân số là 11.509 người.
  - Thành lập xã Toàn Thắng trên cơ sở toàn bộ xã Hoàng Lương và xã Hoàng Thanh. Xã Toàn Thắng có diện tích tự nhiên là 9,51 km² và quy mô dân số là 14.075 người.
  - Sáp nhập toàn bộ xã Hoàng An vào xã Hoàng Vân. Xã Hoàng Vân có diện tích tự nhiên là 12,59 km² và quy mô dân số là 14.949 người.
  - Thành lập xã Đồng Tiến trên cơ sở toàn bộ xã Đồng Tân và xã Thanh Vân. Xã Đồng Tiến có diện tích tự nhiên là 7,92 km² và quy mô dân số là 10.497 người.
  - Sau khi sắp xếp, huyện Hiệp Hòa có 19 đơn vị hành chính cấp xã, gồm 17 xã và 2 thị trấn.
- Sắp xếp các đơn vị hành chính cấp xã thuộc huyện Lạng Giang:
  - Sáp nhập toàn bộ xã Mỹ Hà vào xã Tiên Lục. Xã Tiên Lục có diện tích tự nhiên là 20,53 km² và quy mô dân số là 22.641 người.
  - Sáp nhập toàn bộ xã Yên Mỹ vào xã Hương Lạc. Xã Hương Lạc có diện tích tự nhiên là 18,87 km² và quy mô dân số là 18.745 người.
  - Sau khi sắp xếp, huyện Lạng Giang có 19 đơn vị hành chính cấp xã, gồm 17 xã và 2 thị trấn.
- Sắp xếp các đơn vị hành chính cấp xã thuộc huyện Lục Nam:
  - Sáp nhập toàn bộ xã Vũ Xá vào xã Cẩm Lý. Xã Cẩm Lý có diện tích tự nhiên là 38,06 km² và quy mô dân số là 14.413 người.
  - Sau khi sắp xếp, huyện Lục Nam có 24 đơn vị hành chính cấp xã, gồm 22 xã và 2 thị trấn.
- Sắp xếp các đơn vị hành chính cấp xã thuộc huyện Tân Yên:
  - Thành lập xã Quang Trung trên cơ sở toàn bộ xã Đại Hóa, xã Lan Giới và xã Quang Tiến. Xã Quang Trung có diện tích tự nhiên là 16,46 km² và quy mô dân số là 15.113 người.
  - Thành lập xã Lam Sơn trên cơ sở toàn bộ xã Phúc Sơn và xã Lam Cốt. Xã Lam Sơn có diện tích tự nhiên là 14,91 km² và quy mô dân số là 14.899 người.
  - Sau khi sắp xếp, huyện Tân Yên có 19 đơn vị hành chính cấp xã, gồm 17 xã và 2 thị trấn.
- Sắp xếp các đơn vị hành chính cấp xã thuộc huyện Yên Thế:
  - Sáp nhập toàn bộ xã Tam Hiệp vào xã Tân Hiệp. Xã Tân Hiệp có diện tích tự nhiên là 16,24 km² và quy mô dân số là 8.690 người.
  - Sáp nhập toàn bộ xã Hồng Kỳ vào xã Đồng Kỳ. Xã Đồng Kỳ có diện tích tự nhiên là 16,27 km² và quy mô dân số là 11.280 người.
  - Sau khi sắp xếp, huyện Yên Thế có 17 đơn vị hành chính cấp xã, gồm 15 xã và 2 thị trấn.
- Sau khi sắp xếp, tỉnh Bắc Giang có 10 đơn vị hành chính cấp huyện, gồm 7 huyện, 2 thị xã, 1 thành phố và 192 đơn vị hành chính cấp xã, gồm 143 xã, 35 phường, 14 thị trấn.

Ngày 12 tháng 6 năm 2025, Quốc hội ban hành Nghị quyết số 202/2025/QH15 về việc sắp xếp đơn vị hành chính cấp tỉnh (nghị quyết có hiệu lực từ ngày 12 tháng 6 năm 2025). Theo đó, sáp nhập tỉnh Bắc Giang vào tỉnh Bắc Ninh.